# 桑德伯恩 (印地安納州)
桑德伯恩（英語：Sandborn）是一個位於美國印地安納州諾克斯縣的城鎮。

## 人口
根據2010年美國人口普查的數據，桑德伯恩的面積為1.01平方千米，當中陸地面積為1.01平方千米，而水域面積為0.00平方千米。當地共有人口415人，而人口密度為每平方千米411人。